# ستيفان بارت
ستيفان بارت (بالفرنسية: Stéphane Barthe)‏ ولد بتاريخ 5 ديسمبر 1972 في فرنسا، هو دراج فرنسي سابق.

## روابط خارجية
- ستيفان بارت على موقع أرشيف الدراجات (الإنجليزية)
- ستيفان بارت على موقع إحصائيات الدراجات الإحترافية (الإنجليزية)
- ستيفان بارت على موقع CycleBase (الإنجليزية)